# Baccio Bandinelli
Baccio Bandinelli, pseudonimo di Bartolomeo Brandini (Firenze, 7 ottobre 1488 – Firenze, 7 febbraio 1560), è stato uno scultore e pittore italiano.

## Biografia

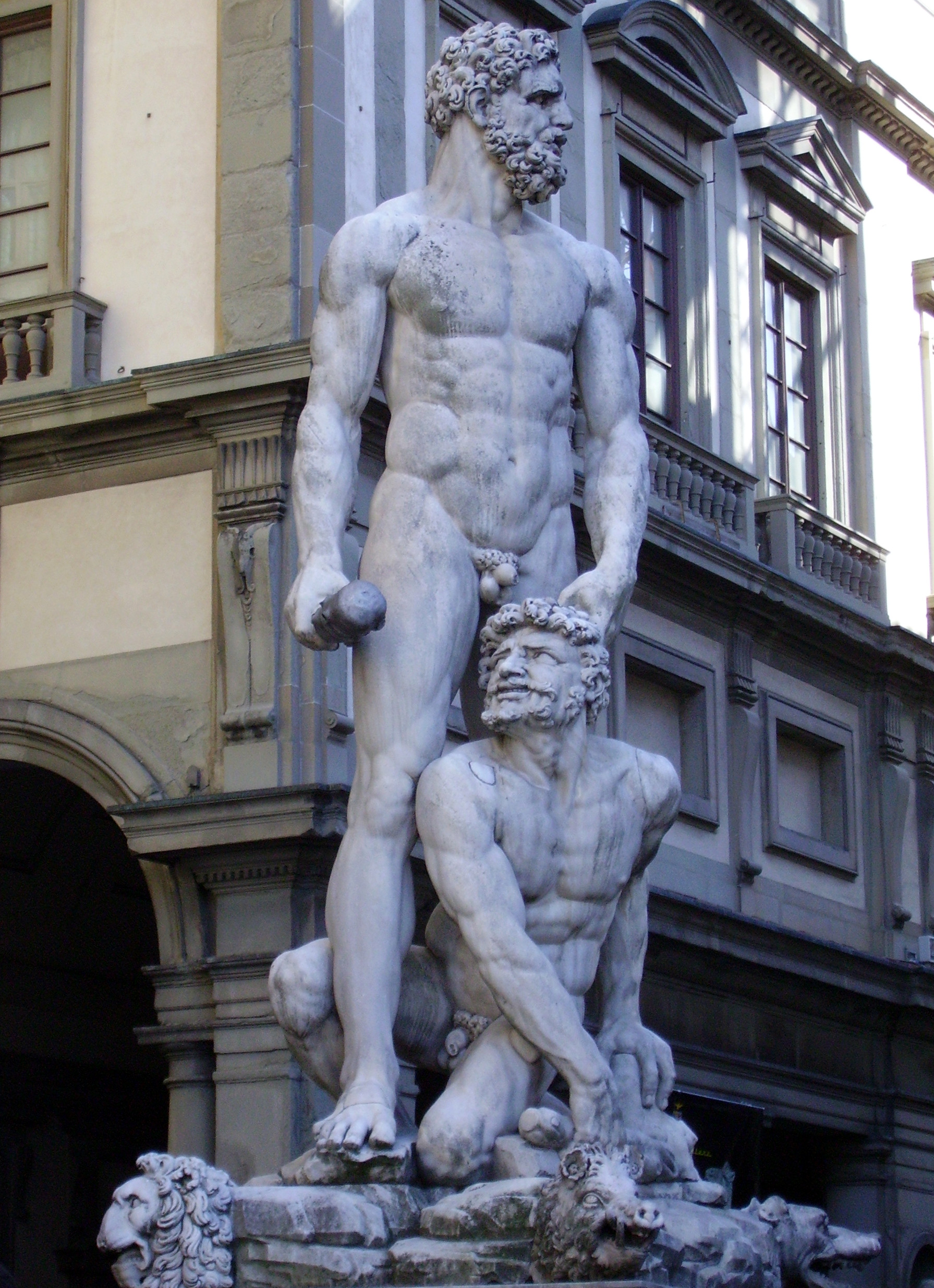
Ercole e Caco

Figlio di un famoso orafo fiorentino, Michelangelo Brandini, ebbe la sua prima formazione col padre, da cui apprese le prime regole del disegno, elemento base e principe dell'arte fiorentina. In seguito perfezionò la sua formazione sia presso uno scultore, Giovan Francesco Rustici, che presso un pittore, Andrea del Sarto, dal quale cercò di carpire i segreti del disegno (Baccio fu un grande disegnatore) e del colore. La prima opera attribuita al Bandinelli è un dipinto: la Cleopatra, oggi alla Sorbona, giudicata ancora oggi interessante ma non pienamente riuscita, specialmente per l'uso del colore. Questa non buona riuscita spinse l'artista a seguire il consiglio di Leonardo di dedicarsi alla scultura, nella quale dimostrò il suo vero talento.
Determinante fu in seguito l'influenza di Michelangelo, di cui divenne imitatore e rivale. Giorgio Vasari riporta come la devozione verso il Buonarroti sfociasse in invidia, con l'episodio dei cartoni della Battaglia di Cascina, un affresco che Michelangelo avrebbe dovuto eseguire per Palazzo Vecchio, ma che non fu mai messo in opera. I cartoni erano esposti in Palazzo Medici e moltissimi giovani artisti andavano a studiarli e copiarli: Baccio era uno dei più devoti, arrivando ad ottenere la chiave della stanza dove erano custoditi. Non riuscendo però ad arrivare nel disegno alla forza espressiva di Michelangelo, prima sottrasse i cartoni tagliandoli in riquadri, poi li distrusse in un accesso di rabbia, durante i tumulti che seguirono il reinsediamento dei Medici del 1512.
Nel 1515 la protezione dei Medici gli fece ottenere la commissione di un San Pietro per Santa Maria del Fiore: era la sua prima realizzazione importante, che terminò nel 1517. La statua, di originale classicismo, dalla testa di intenso pathos neoellenistico, rimanda alle statue di Orsanmichele (San Marco di Donatello e San Pietro attribuito a Brunelleschi), su cui vengono innestati rimandi alla classicità romana, ma anche alla scultura contemporanea del Rustici e di Andrea Sansovino.
Dal 1518 era a Loreto dove, per volontà di un altro Medici, Leone X, partecipò alla decorazione del nuovo prospetto della Santa Casa, impresa diretta dallo scultore più anziano Andrea Sansovino. Questi affidò a Baccio una Nascita della Vergine. Ma nel 1519, a causa di contrasti sorti tra i due, Baccio abbandonò l'impresa, lasciando incompiuto il rilievo nella metà sinistra.
Di ritorno da Loreto, Leone X commissionò comunque allo scultore un Orfeo per il cortile di Palazzo Medici, eseguito quindi intorno al 1519. Subito dopo un altro Medici, l'allora cardinale Giulio, fece eseguire allo scultore, tra 1519 e 1520, due Giganti in stucco per il giardino della Villa Madama.
Il cardinale Bernardo Dovizi, l'anno seguente, per conto di Leone X commissionò allo scultore una copia del Laocoonte (che era stato rinvenuto nel 1506), destinato al re di Francia Francesco I che avrebbe voluto l'originale. La copia non fu completata subito a causa della morte del cardinale e di Leone X; fu portata a termine per iniziativa di Clemente VII, che però trattenne la scultura a Firenze, dove è documentata nel 1524 (al re di Francia furono inviate altre antichità).
Lavorò a Genova, dove gli venne commissionata la statua di Andrea Doria, che però rimase a Carrara allo stato di abbozzo e fu utilizzata per abbellire la fontana del Gigante, posta in piazza del Duomo. A Roma eseguì un modellino del San Michele da porre al culmine di Castel Sant'Angelo.

Nel 1530 Carlo V gli offrì il cavalierato di San Jacopo. Per fornire le prove della nobiltà che non aveva, incaricò il letterato Anton Francesco Doni di fornirgli un attestato in cui i Bandinelli di Siena dichiaravano l'appartenenza di Baccio alla loro famiglia. Così Baccio cambiò cognome; l'episodio gli valse varie satire.

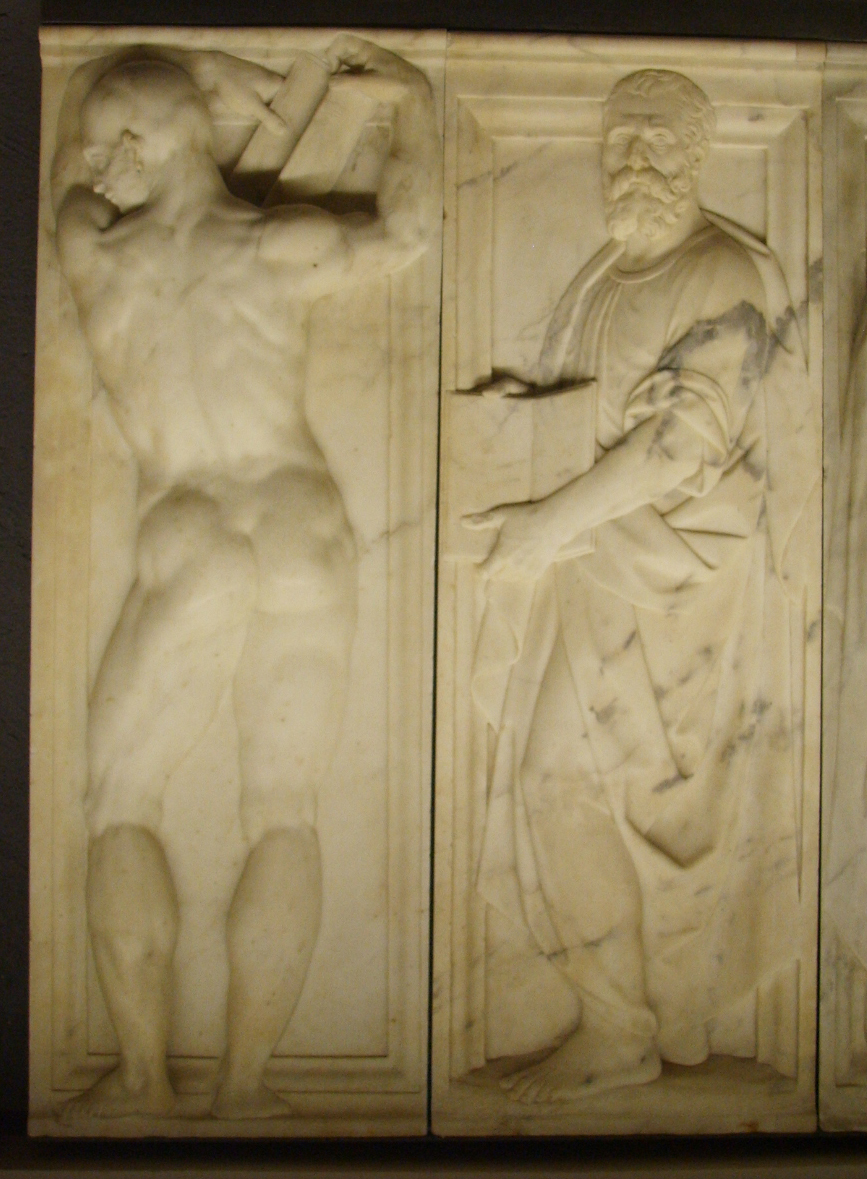
Rilievi dal coro del Duomo di Firenze

Le opere nelle quali l'emulazione di Michelangelo risulta più marcata (Ercole e Caco di Piazza della Signoria, 1534, Adamo ed Eva, già in Duomo e oggi al Bargello, Cristo morto sorretto da Nicodemo nella Basilica della Santissima Annunziata) sono caratterizzate da un gigantismo enfatico, ma anche da una sapiente tecnica; nel Cristo morto è anche una straordinaria interpretazione del dolore. Altre opere più autonome sculture dall'influenza di Michelangelo, come i rilievi del coro di Santa Maria del Fiore, considerati il suo capolavoro, e i disegni, da molti dei quali celebri artisti del tempo realizzarono incisioni, si affiancano per il loro raffinato virtuosismo alle coeve esperienze del manierismo più aulico.
Benvenuto Cellini fu un suo acerrimo nemico, sul piano personale e artistico. Tra i due volarono spesso insulti feroci: Bandinelli, in Palazzo Vecchio, davanti al granduca Cosimo I, in un accesso d'ira gli rinfacciò le sue attitudini omosessuali; Cellini, nella sua autobiografia, riportò una nutrita serie di critiche al suo Ercole e Caco, paragonandolo, tra l'altro, a "un saccaccio di poponi appoggiato a un muro". Quando Baccio eseguì un busto per Cosimo I (1540), Cellini poco dopo si fece assegnare lo stesso incarico e realizzò un magnifico busto bronzeo, che però Cosimo sembrò gradire meno, in quanto lo inviò a Portoferraio. Entrambe le opere si trovano oggi al Bargello.

## Opere principali

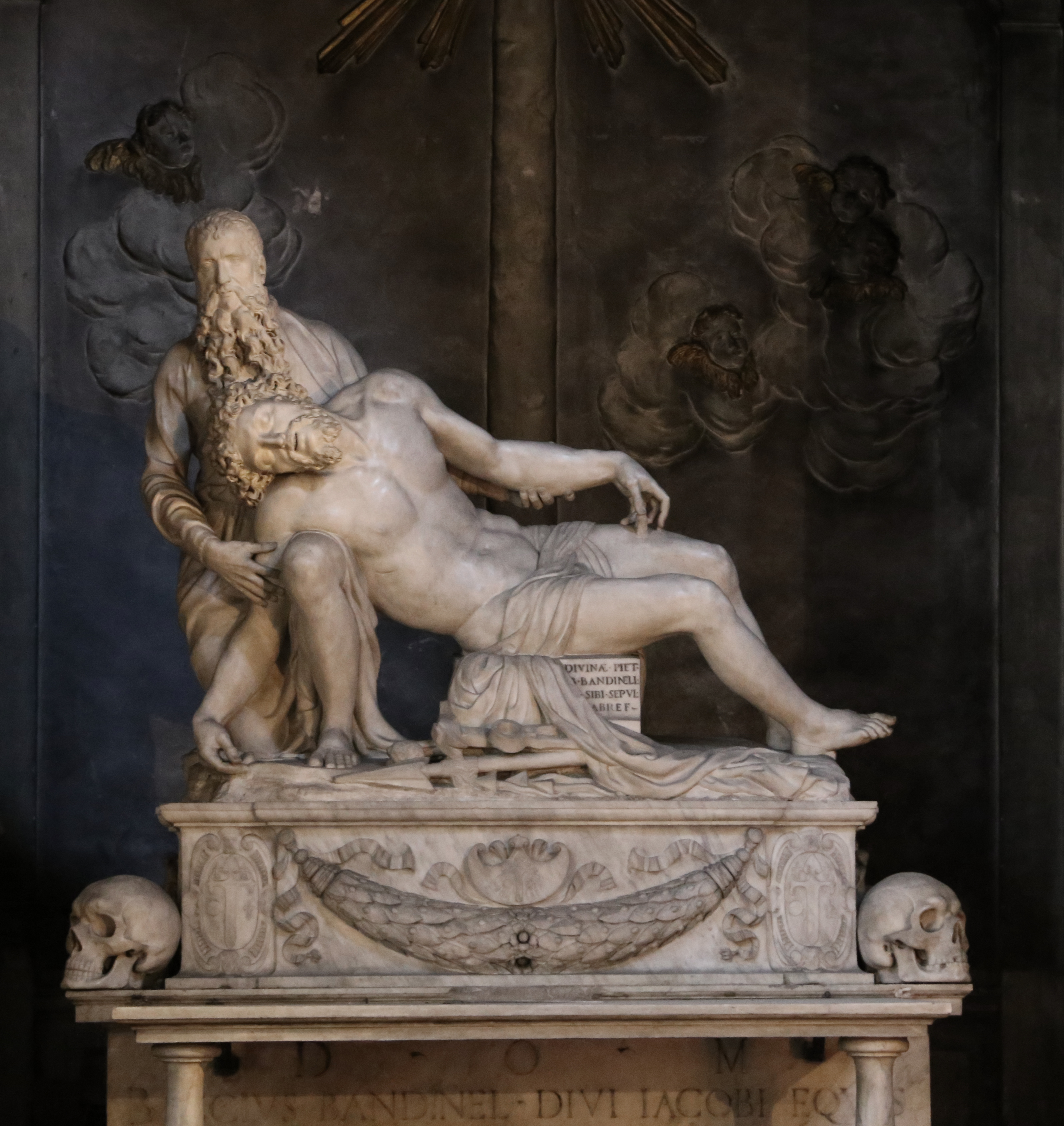
Pietà della Santissima Annunziata

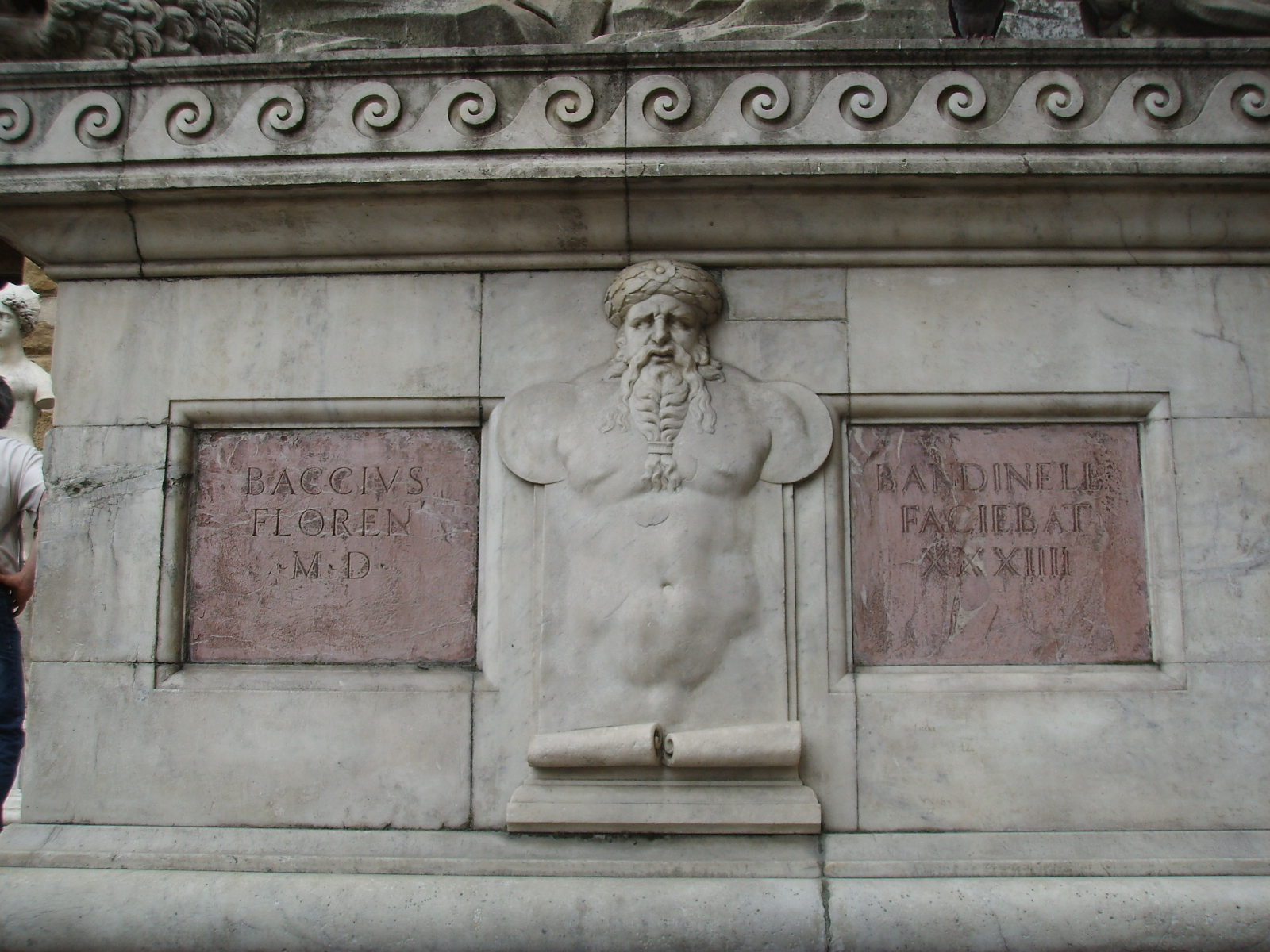
Firma di Bandinelli e data scolpita sul piedistallo dell'Ercole e Caco

- Mercurio in marmo, Louvre (1511-12), circa 1,80 m.
- Ercolo in stucco, già alla Loggia dei Lanzi, opera perduta (1519), alta circa 5 m.
- San Pietro (1517) per la serie degli apostoli nei pilastri della cupola, circa 2,50 m.
- Orfeo con Cerbero, marmo, (1519), già a Palazzo Vecchio, oggi nel cortile di Palazzo Medici-Riccardi (opera firmata), 2,24 m senza piedistallo.
- Due giganti, giardino di Villa Madama, Roma, (1519) circa 4,80 m.
- Copia del Laocoonte in marmo (1520-1524) già al Cortile del Belvedere, oggi agli Uffizi.
- Ercole e Caco, marmo, Piazza della Signoria (1534), circa 4,80 m.
- Monumento a Andrea Doria, marmo, Piazza del Duomo, Carrara (opera non scolpita tutta dal Bandinelli, 1537).
- Monumento a Giovanni delle Bande Nere (1540), commissionato dal figlio del condottiero, Cosimo I, oggi in Piazza San Lorenzo.
- Tombe per i Papi Leone X e Clemente VII, statue di San Pietro, San Paolo, San Giovanni evangelista e San Giovanni Battista, due rilievi tra le statue dei Papi (di altri artisti), tutte in marmo (fino al 1541), Santa Maria sopra Minerva, Roma[4].
- Lavori per il Salone dei Cinquecento di Palazzo Vecchio: statue di Clemente VII, Giovanni delle Bande Nere e Alessandro de' Medici, oltre alle statue del Granduca Cosimo I de' Medici e di Papa Leone X benedicente, queste ultime due finite dopo la morte dell'artista da Vincenzo de' Rossi, circa 2 m ciascuna.
- Reggicatena femminile di palazzo Vecchio (1542), marmo, Firenze, piazza della Signoria
- Dio Padre (1549) nel chiostro della basilica di Santa Croce.
- Lavori per Santa Maria del Fiore: altare principale, statue a tutto tondo di Adamo ed Eva (1551, ora al Bargello), bassorilievi in stile "stiacciato" (molto poco sporgenti) per il recinto del coro.
- Giove seduto, in marmo, per il giardino di Boboli (1556).
- Cerere e Apollo (1552-1556) per le nicchie della facciata della Grotta del Buontalenti nel Giardino di Boboli.
- Pietà nella Basilica della Santissima Annunziata, dove si dice che il Giuseppe d'Arimatea sia un autoritratto del Bandinelli stesso (nella stessa cappella l'artista è sepolto con la moglie Giacoma Doni).
- Altri lavori al Bargello: Noè (bassorilievo), busti ritratto di Eleonora di Toledo e di Cosimo I (1555), Venere, Leda, Ercole, Bacco, Cleopatra e un busto di uomo ignoto.
- Elementi del rivestimento marmoreo della Santa Casa di Loreto
- Natività, olio su tela, L'Aquila, Casa museo Signorini-Corsi.
- Il Gigante o Nettuno, Carrara, (1557 o 1558, incompiuta).